# شيفروليه شفيل
شيفروليه شفيل هي سيارة كوبيه عائلية متوسطة الحجم خلفية الدفع من صناعة شيفروليه أنتجت في 1963 وتوقف إنتاجها في 1977.

## روابط خارجية
معلومات عن السيارة على موقع "ماسل كار كلوب" (بالإنجليزية)